# Lamazière-Basse
Lamazière-Basse (La Masiera Bassa auf Okzitanisch) ist eine französische Gemeinde mit 281 Einwohnern (Stand 1. Januar 2022) im Département Corrèze in der Region Nouvelle-Aquitaine.

## Geografie
Die Gemeinde liegt im Zentralmassiv zwischen der Luzège, einem Nebenfluss der Dordogne, und dem Vianon, einem Nebenfluss der Luzège.
Tulle, die Präfektur des Départements, liegt ungefähr 50 Kilometer südwestlich, Ussel etwa 25 Kilometer nordöstlich und Égletons rund 15 Kilometer nordwestlich.
Nachbargemeinden von Lamazière-Basse sind Palisse im Norden, Neuvic im Osten, Saint-Hilaire-Luc und Saint-Pantaléon-de-Lapleau im Südosten, Lapleau im Südwesten, Moustier-Ventadour im Westen sowie Darnets im Nordwesten.

### Verkehr
Der Ort liegt ungefähr 18 Kilometer südöstlich der Abfahrt 22 der Autoroute A89.

## Wappen
Beschreibung: In Blau drei schräge goldene Balken.

## Einwohnerentwicklung
| Jahr      | 1962 | 1968 | 1975 | 1982 | 1990 | 1999 | 2007 | 2016 |
| Einwohner | 336  | 422  | 355  | 350  | 326  | 286  | 276  | 300  |

## Sehenswürdigkeiten
- Die Kirche Saint-Barthélémy, ein romanischer Sakralbau aus dem 12., 15. und 17. Jahrhundert, ist seit dem 13. Oktober 1971 als Monument historique klassifiziert.[1]
- Die Luzège-Talsperre Barrage de la Luzège[2] liegt ca. 11 Kilometer südwestlich.

## Persönlichkeiten
- Justin Luquot (1881–1944), Politiker und Résistant
- François Chassagnite (1955–2011), Jazzmusiker, in Lamazière-Basse geboren